# Сектор Г
Сектор Г е част от стадион „Българска армия“, която е тясно свързана с ултрасите на футболен клуб ЦСКА София.
Сектор Г поддържа традиционно добри отношения с привържениците на румънския футболен клуб „Стяуа“ (Букурещ), „Партизан“ (Белград) и ЦСКА Москва. Основните съперничества на Сектор Г са със Сектор Б на „Левски“ (София) и Lauta Army на „Локомотив“ (Пловдив).

## История
Въпреки че е създаден сравнително по-късно от другите популярни български клубове, ранният успех на отбора води до бързо нарастваща фенбаза и до 60-те години на XX век.
Рекордната посещаемост на клуба е от 1982 година. Около 70 000 зрители присъстват на четвъртфиналите и полуфиналите на Купата на европейските шампиони срещу ФК „Ливърпул“ и „Байерн“ (Мюнхен) на Националния стадион „Васил Левски“, които са едни от най-големите регистрирани спортни събития в България.

## Външни връзки
- CSKASofia.com
- CSKA.net